# Agrodiaetus infralunulata
Agrodiaetus infralunulata är en fjärilsart som beskrevs av Ruggero Verity 1943. Agrodiaetus infralunulata ingår i släktet Agrodiaetus och familjen juvelvingar. Inga underarter finns listade i Catalogue of Life.